# Jomo Kenyatta
Jomo Kenyatta (20 de Outubro de 1894 - 22 de Agosto de 1978) foi primeiro-ministro do Quênia de 1963 até 1964 e o primeiro presidente do Quênia de 1964 até 1978. É considerado o fundador da nação queniana.

## Primeiros anos
Kenyatta, da etnia kikuyu, recebeu o nome de Kamau wa Ngengi ao nascer na vila de Ngenda, Gatundu, na África Oriental Britânica (atual Quênia). Após a morte de seus pais, seu tio Ngengi e seu avô Kũngũ wa Magana o criaram. Ele ficou particularmente próximo de Kũngũ. Estudou na escola missionária escocesa de Thogoto e converteu-se ao cristianismo em 1914, assumindo o nome "John Peter", o qual posteriormente modificou para Johnstone Kamau. Durante a Primeira Guerra Mundial ele residiu com parentes de etnia masai em Narok.
Em 1922, casou-se com Grace Wahu e trabalhou no departamento de águas. Seu filho Peter Muigai nasceu a 20 de novembro. Jomo Kenyatta ingressou na política em 1924 e se interessou pela atividade política de James Beauttah e Joseph Kang'ethe, líderes da KCA (Associação Central Kikuyu). Também se interessou por questões envolvendo terras dos kikuyu. Em 1928 começou a editar o jornal Muigwithania (Reconciliador).

## No exterior
Em 1929, Kenyatta vai para Londres como representante do KCA para tratar de interesses ligados à posse de terras dos kikuyu. Foi recebido pela West African Students' Union, uma associação inspirada por Marcus Garvey, que lhe ofereceu hospitalidade. É acompanhado por Isher Dass, um activista anticolonialista de origem indiana, que o coloca em contacto com a Liga contra o Imperialismo e o Partido Comunista da Grã-Bretanha. Seus artigos sobre revoltas negras são publicados pela revista comunista Sunday WorkerKenyatta retornou ao Quênia a 24 de Setembro de 1930 em meio a intensos debates sobre mutilação genital feminina. Ele e sua esposa foram recebidos em Mombassa por James Beauttah. Em seguida, Kenyatta foi trabalhar em escolas kikuyu em Githunguri. Em 1931 ele retornou ao Reino Unido e foi trabalhar em um colégio de Birmingham.
Em 1932 e 1933, com o apoio financeiro de George Padmore, um rico ativista comunista e pan-africano de Trinidad, ele deixou a Grã-Bretanha para se estabelecer em Moscovo, onde estudou economia. Quando Padmore foi expulso do internacional comunista por "tendência à unidade racial contra a unidade de classes" e deixou a URSS, Kenyatta optou por interromper os seus estudos e regressar a Londres. Distancia-se, portanto, do movimento comunista, do qual parece ter-se aproximado apenas devido a uma rejeição comum do colonialismo, principalmente devido à atitude hostil de Padmore e aos seus camaradas comunistas em relação a certas práticas tribais (uma campanha contra a mutilação genital feminina nas colónias tinha sido iniciada no início dos anos 30). Em todo este período ele representou os interesses dos kikuyu referentes à posse de terras. Em 1938 ele publicou uma tese já sob seu novo nome, Jomo Kenyatta. Durante este período ele também foi um membro ativo de um grupo de intelectuais africanos, caribenhos e americanos que também incluiu C.L.R. James, Eric Williams, W.A. Wallace Johnson, Paul Robeson e Ralph Bunche. Kenyatta também trabalhou como figurante em um filme, Sanders of the River (1934).
Durante a Segunda Guerra Mundial ele trabalhou em uma fazenda britânica em Sussex para escapar ao recrutamento no Exército Britânico. Lecionou na Associação Educacional dos Trabalhadores, casando-se em seguida com a britânica Edna Clarke, mãe de seu filho Peter Magana, em 1943. Em 1946 retornou ao Quênia.

## Retorno ao Quênia
Em 1946 Kenyatta fundou a Federação Pan-Africana, junto com Kwame Nkrumah. No mesmo ano retornou ao Quênia, casou-se pela terceira vez, e tornou-se professor titular no Kenya Teachers College. Em 1947 tornou-se presidente da União Africana do Quênia (KAU), passando a receber ameaças de morte de colonos brancos após sua eleição.
Grace Wanjiku morreu em 1950 durante o parto de sua filha Jane Wambui. Em 1951 Kenyatta casou-se com Ngina Muhoho.
Sua reputação, junto ao governo britânico, foi prejudicada por seu envolvimento com a rebelião Mau Mau. Preso em outubro de 1952, foi indiciado com mais seis pessoas sob acusação de “comandar e integrar" a Sociedade Mau Mau. O julgamento durou cinco meses. A principal testemunha de acusação cometeu perjúrio e o juiz, que recebera uma grande pensão pouco antes do julgamento, e que mantivera um contato secreto com Evelyn Baring, barão de Glendale durante o julgamento – era abertamente hostil à causa dos acusados. A defesa argumentou que os colonos brancos buscavam em Kenyatta um bode expiatório, e que não havia nenhuma evidência que o ligasse aos Mau Mau. Louis Leakey atuou como tradutor, e foi acusado de não traduzir corretamente por preconceito. Após Leakey, o missionário da Igreja Escocesa, Robert Philp, passou a atuar como tradutor da corte. Kenyatta foi sentenciado, em 8 de abril de 1953, a 7 anos de trabalhos forçados e permanente vigilância. Em seguida, foi mandado para o exílio em Lodwar, uma parte remota do Quênia.
A opinião geral da época o ligava aos Mau Mau, porém investigações posteriores demonstraram o contrário. Kenyatta ficou preso até 1959.

## Liderança
O estado de emergência foi suspenso em Dezembro de 1960. Em 1961, os dois partidos que sucederam o antigo KAU, a União Nacional Africana do Quênia (KANU) e a União Democrática Africana do Quênia (KADU) exigiram que Kenyatta fosse libertado. A 14 de maio de 1960, Kenyatta foi eleito in absentia presidente do KANU. Ele foi solto em 21 de agosto de 1961 e admitido no Legislativo no ano seguinte, quando um membro do parlamento renunciou, contribuindo assim para a criação da nova constituição queniana. Sua tentativa inicial de reagrupar o KAU fracassou.
O KANU ganhou 83 das 124 cadeiras nas eleições de Maio de 1963. A 1º de Junho Kenyatta tornou-se primeiro-ministro do governo autônomo do Quênia, tornando-se conhecido como mzee (palavra em Suaíli que significa ancião ou homem velho). Neste momento ele pediu aos colonos brancos que não deixassem o país e apoiou a reconciliação. Ele manteve o cargo de primeiro-ministro após a independência, declarada a 12 de Dezembro de 1963. Um ano mais tarde, a 12 de Dezembro de 1964, o Quênia tornava-se uma república, tendo Kenyatta como presidente.
Ele imediatamente pôs fim às esperanças dos independentistas radicais na redistribuição de terras: a terra foi comprada de volta dos colonos que queriam sair e vendida aos quenianos que a podiam pagar, o capital britânico foi poupado e o investimento estrangeiro encorajado. A escolha de uma economia de mercado fortalece uma classe de capitalistas locais às custas dos antigos rebeldes, sobre os quais Kenyatta diz: "não deixaremos que os gângsteres governem o Quênia, os Mau Mau eram uma doença que foi erradicada e que devemos esquecer para sempre".  Politicamente, Kenyatta estabeleceu um regime de partido único baseado na doutrina Haraambee ("Agindo Juntos" em Swahili). O presidente pratica uma política autoritária e clientelista para garantir a unidade nacional. No entanto, de acordo com o historiador britânico John Lonsdale, Kenyatta perpetua a herança colonial que "estabelece um estado e não uma nação". O seu poder baseia-se no "feudalismo étnico [...] com o seu contrato desigual de vassalagem garantido por um discurso normativo de etnia moral".
A política de Kenyatta foi de continuidade administrativa e manteve vários funcionários civis coloniais em seus antigos cargos. Ele pediu ajuda das tropas britânicas contra os rebeldes shiftas, de etnia somali no noroeste do país, e contra um motim em Nairóbi em Janeiro de 1964. Outro motim, em 1971, foi sufocado no início. Algumas tropas britânicas permaneceram no país. A 10 de Novembro de 1964, representantes do KADU juntaram-se ao KANU, formando um único partido.
Kenyatta instituiu uma reforma agrária relativamente pacífica: o lado ruim da mesma foi o entranhamento da corrupção na política agrária e a distribuição das melhores terras para os parentes e amigos (a chamada Máfia de Kiambu). O próprio Kenyatta tornou-se o maior proprietário de terras do país.
Como ponto favorável, ele conseguiu a admissão do Quênia nas Nações Unidas e concluiu acordos comerciais com o governo de Milton Obote em Uganda e de Julius Nyerere na Tanzânia. Ele seguiu uma política externa pró-ocidente e anticomunista. A estabilidade atraiu investimentos estrangeiros e ele tornou-se uma figura influente em toda África. No entanto, suas políticas autoritárias despertaram críticas e dissidências.
Kenyatta foi reeleito em 1966 e no ano seguinte mudou a constituição para ganhar mais poderes. Esta nova administração foi marcada por conflitos de fronteira com a Somália e mais oposição política. Ele tornou o KANU, liderado pelos kĩkũyũ praticamente o único partido político do Quênia. Suas forças de segurança ameaçavam dissidentes e eram suspeitas de ligação com o assassinato de diversos opositores, tais como Pio Gama Pinto, Tom Mboya e Josiah Mwangi Kariuki. Também foram suspeitos de provocarem o acidente automobilístico que causou a morte de Chiedo Moa Gem Argwings-Kodhek e de Ronald Ngala. Ele foi novamente reeleito em 1974 em eleições que não foram livres nem justas, e nas quais concorreu sozinho. Ele morreu 22 de agosto de 1978 em Mombassa e foi cremado a 31 de agosto em Nairóbi.
Kenyatta foi uma figura controvertida. Acusado por seus críticos de ter deixado o Quênia sob o risco de rivalidades tribais, dado que a etnia majoritária a qual pertencia, os kĩkũyũ, não admitiam ter um presidente de outra etnia. Kenyatta foi sucedido por Daniel arap Moi. O Aeroporto Jomo Kenyatta, em Nairóbi, recebeu este nome em sua homenagem.

## Livros de Jomo Kenyatta
- Facing Mount Kenya (1938)
- My people of Kikuyu and the life of Chief Wangombe (1944)
- Suffering Without Bitterness (biography 1968)
- Kenya: The land of conflict (1971)
- The challenge of Uhuru;: The progress of Kenya, 1968 to 1970 (1971)

## Livros sobre Jomo Kenyatta
- Guy Arnold (1974), Kenyatta and the politics of Kenya, London: Dent ISBN 0-460-07878-X
- Jeremy Murray-Brown (1979), Kenyatta, Allen & Unwin, ISBN 0-04-920059-3
- George Delf (1961), Jomo Kenyatta: Towards Truth about "The Light of Kenya" New York: Doubleday. ISBN 0-8371-8307-3
- Rawson Macharia (1991), The Truth about the Trial of Jomo Kenyatta, Nairobi: Longman. ISBN 9966-49-823-0
- Veena Malhotra (1990), Kenya Under Kenyatta Kalinga. ISBN 81-85163-16-2
- Montagu Slater (1955), The trial of Jomo Kenyatta London: Secker and Warburg. ISBN 0-436-47200-7
- Elizabeth Watkins, (1993) Jomo's Jailor - Grand Warrior of Kenya Mulberry Books ISBN 978-0-9528952-0-6

## Frases
- "Não tenho nenhuma intenção de retaliar ou de olhar o passado. Vamos esquecer o passado e olhar direto para o futuro." (1964)[8]
- "A base de qualquer governo independente é uma língua nacional, e não podemos mais continuar a imitar nossos antigos colonizadores ... aqueles que acham que não podem viver sem o inglês podem também fazer as malas e ir embora." (1974)
- "Quando os missionários chegaram, os africanos tinham a terra e os missionários tinham a Bíblia. Eles nos ensinaram a rezar de olhos fechados. Quando nós os abrimos, eles tinham a terra e nós tínhamos a Bíblia."[9]
- "Algumas pessoas tentam deliberadamente explorar a ressaca do colonialismo para seus próprios interesses, para servir a uma força externa. Para nós, o comunismo é tão ruim quanto o imperialismo." (1964)[5]
- "Não se engane de mudar para o comunismo em busca de comida."
- "O europeu condena os africanos por terem duas esposas, só que ele tem duas amantes"

## Família
Kenyatta teve dois filhos de seu primeiro casamento, com Grace Wahu: o filho Peter Muigai Kenyatta (n. 1920), que posteriormente tornou-se ministro, e a filha Margaret Kenyatta (n. 1928), que foi prefeita de Nairóbi entre 1970-76. Grace Wahu morreu em Abril de 2007.
Kenyatta teve um filho, Peter Magana Kenyatta (n. 1943) de seu curto casamento com Edna Clarke.
A terceira esposa de Kenyatta, Grace Wanjiku, morreu durante o parto em 1950. A filha Jane Wambui sobreviveu.
Sua quarta esposa foi Ngina Kenyatta (n. Muhoho), também conhecida como Mama Ngina. Ela quase sempre o acompanhava em público. Eles tiveram 4 filhos: Christine Wambui (n. 1952), Uhuru Kenyatta (n. 1963), Anna Nyokabi (também conhecida como Jeni) e Muhoho Kenyatta (n. 1964). Uhuru Kenyatta é atualmente o presidente do Quênia.